# Astragalus hoodianus
Astragalus hoodianus är en ärtväxtart som beskrevs av Howell. Astragalus hoodianus ingår i släktet vedlar, och familjen ärtväxter. Inga underarter finns listade i Catalogue of Life.